# Epipogium japonicum
Epipogium japonicum là một loài thực vật có hoa trong họ Lan. Loài này được Makino mô tả khoa học đầu tiên năm 1904.